# Naviera Armas
A Naviera Armas é uma companhia espanhola de transporte marítimo de passageiros e mercadorias, que opera na Espanha (Ilhas Canárias e Andaluzia) e no norte de Marrocos. É a empresa deste género mais antiga do arquipélago canário e a que mais tem crescido nos últimos anos. Atualmente a frota é constituída por 10 navios estando em construção novos navios.

## Frota

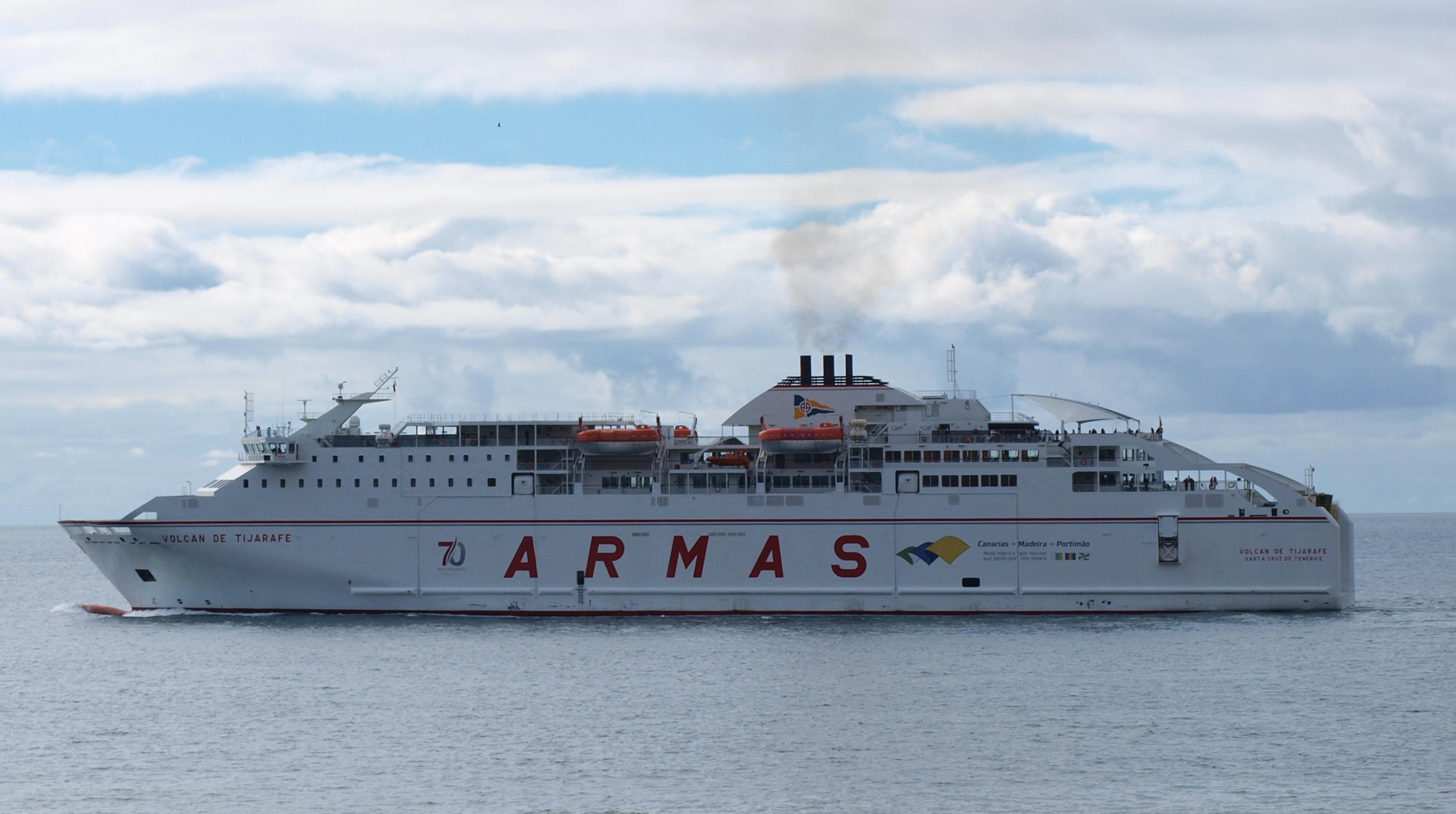
Vista do navio Volcán de Tijarafe em Funchal

A frota da Naviera Armas conta com um catamaran fast-ferry (Volcán de Tirajana), um navio pequeno de passageiros (Volcán de Tindaya), um navio médio de passageiros (Volcán de Tauce) e sete navios de maiores dimensões (Volcán Taburiente, Volcán Timanfaya, Volcán Tamasite, Volcán Tamadaba, Volcán Tijarafe, Volcán Teide e Volcán Tinamar).